# Sheri Martinelli
Sheri Martinelli, pseudonimo di Shirley Burns Brennan (Filadelfia, 17 gennaio 1918 – 3 novembre 1996), è stata una pittrice e poetessa statunitense.

## Biografia
Di origini irlandesi, era la maggiore di quattro figli e adottò il nome Sherry da adolescente. In seguito disse che il suo nome aveva un valore numerologico errato, perciò lo modificò in Sheri. Il cognome Martinelli deriva da un breve matrimonio precoce con il pittore Ezio Martinelli, da cui ebbe una figlia di nome Shelley nel 1943. 
Era una favorita di Anaïs Nin, la quale la descrive dettagliatamente nel suo noto diario. Ispirò Esme, un personaggio importante del romanzo di William Gaddis The Recognitions, poi divenne musa e amante di lunga data di Ezra Pound a Washington, dove apparve in varie vesti nei Cantos successivi.
Charlie Parker e i membri del Modern Jazz Quartet frequentavano il suo appartamento al Greenwich Village, Marlon Brando ne fu un ammiratore e Rod Steiger collezionò le sue opere d'arte, così come Edward Estlin Cummings. Martinelli fece parte della Beat Generation ed era conosciuta a San Francisco alla fine degli anni '50 come Queen of the Beats. Hilda Doolittle si identificò con lei e scrisse di lei in End to Torment.
Scrisse insolite prose e poesie, molte delle quali pubblicate nella sua rivista Anagogic & Paideumic Review. Fu una delle prime a pubblicare le opere di Charles Bukowski e la sua rivista fu la prima a recensire il suo lavoro.
Negli anni successivi assunse lo pseudonimo di Sheri Donatti in Kafka Was the Rage di Anatole Broyard, comparve con il suo vero nome nel romanzo Reader's Block di David Markson, col nome di "Lady Carey" nel romanzo di Larry McMurtry del 1995 Dead Man's Walk, ed è stata antologizzata in A Different Beat di Richard Peabody. Da giovane posò per Vogue e apparve anche in uno dei film sperimentali di Maya Deren. 
È nota soprattutto per essere stata la compagna di Ezra Pound durante i suoi anni al St. Elizabeths Hospital, dove si dice che si sia ispirato ai suoi Cantos Rock-Drill.  Lo stesso Pound scrisse l'introduzione di un libro dei suoi dipinti intitolato La Martinelli (1956). In Gadfly Guy Davenport disse di lei: "La pittura di Miss Martinelli è una registrazione di immagini evocate, forme completamente realistiche ma viste solo nell'immaginazione[...] Questo piccolo libro, a differenza della quarantesima imitazione del libro di qualcuno su Picasso e disponibile ovunque, è una scoperta, immagini e commenti che si spostano da un'area della mente ora comprensibilmente sospetta",